# Гамбург-Вінтерхуде
Вінтерхуде (нім. Winterhude) — частина району Гамбург-Північ вільного та ганзейського міста Гамбург. Вінтерхуде вперше згадується в XIII столітті, але археологічні знахідки знарядь праці, зброї та могильних курганів датуються 1700 роком до н.е. і 700 роком до н.е.. Під час Другої світової війни гамбурзький порт і, отже, Вінтерхуде були цілями повітряних нальотів так званої операції «Гоморра».